# زیردریایی یو-۹۸۹
زیردریایی یو-۹۸۹ (به انگلیسی: German submarine U-989) یک زیردریایی است که طول آن ۶۷٫۱ متر (۲۲۰ فوت ۲ اینچ) می‌باشد. این زیردریایی در سال ۱۹۴۳ ساخته شد.